# Ложкина (Махньовський міський округ)
Ло́жкина (рос. Ложкина) — присілок у складі Махньовського міського округу Свердловської області.
Населення — 40 осіб (2010, 56 у 2002).
Національний склад населення станом на 2002 рік: росіяни — 95 %.